# Округ Дру (Арканзас)
Округ Дру (енгл. Drew County) је округ у америчкој савезној држави Арканзас. По попису из 2010. године број становника је 18.509. Седиште округа је град Monticello.

## Демографија
Према попису становништва из 2010. у округу је живело 18.509 становника, што је 214 (1,1%) становника мање него 2000. године.
| Група             | 2000.          | 2010.          |
| Белци             | 13.047 (69,7%) | 12.587 (68,0%) |
| Афроамериканци    | 5.085 (27,2%)  | 5.144 (27,8%)  |
| Азијати           | 79 (0,4%)      | 95 (0,5%)      |
| Хиспаноамериканци | 329 (1,8%)     | 454 (2,5%)     |
| Укупно            | 18.723         | 18.509         |